# 梅橋駅
梅橋駅（メギョえき）は大韓民国京畿道水原市八達区梅橋洞にある、韓国鉄道公社（KORAIL）水仁・盆唐線の駅。駅番号はK244。

## 歴史
- 2013年11月30日 - 開業。
- 2020年 9月12日 - 水仁線の水原延伸により路線名が盆唐線から水仁・盆唐線に変更。

## 駅構造

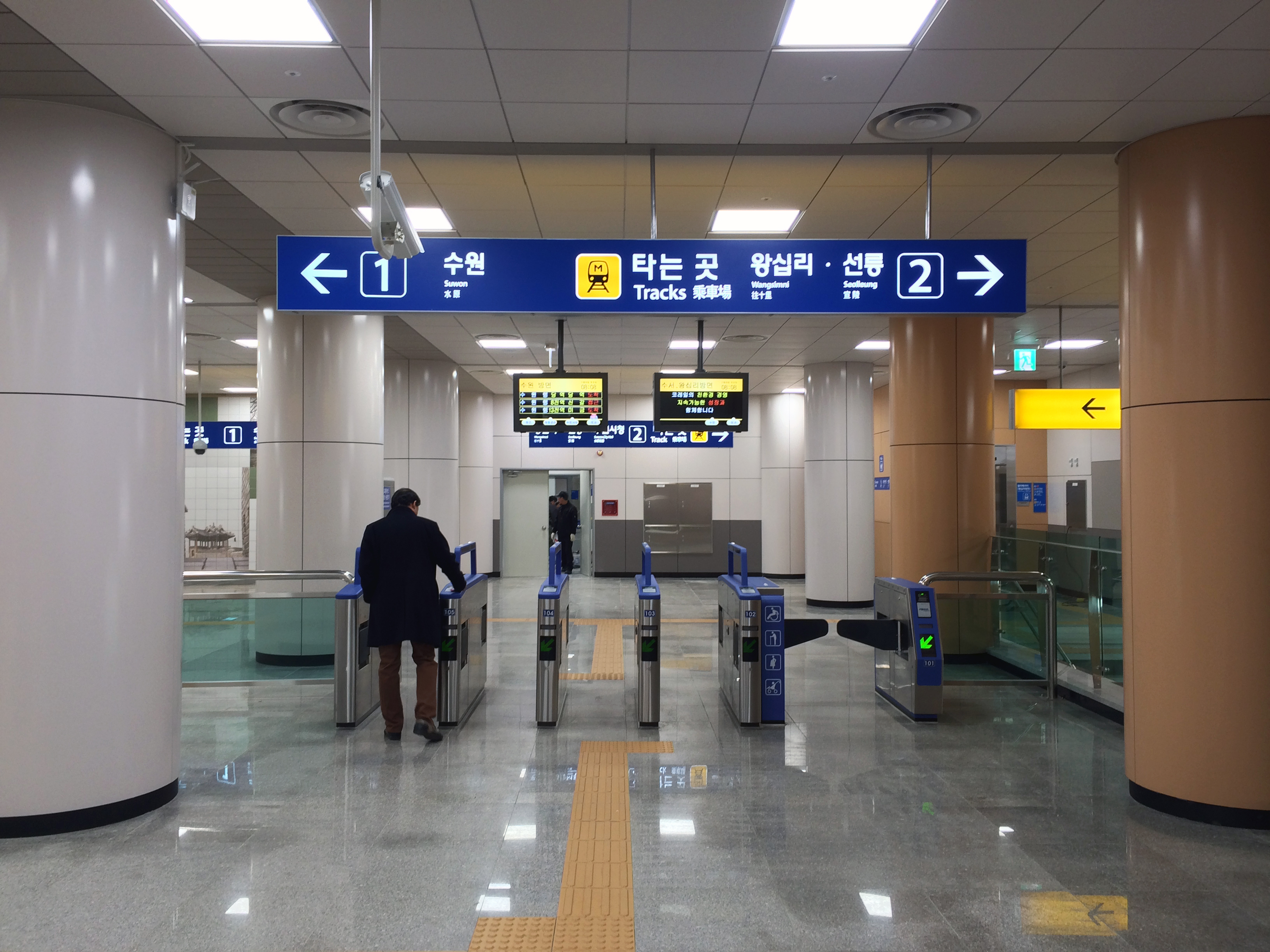
改札口

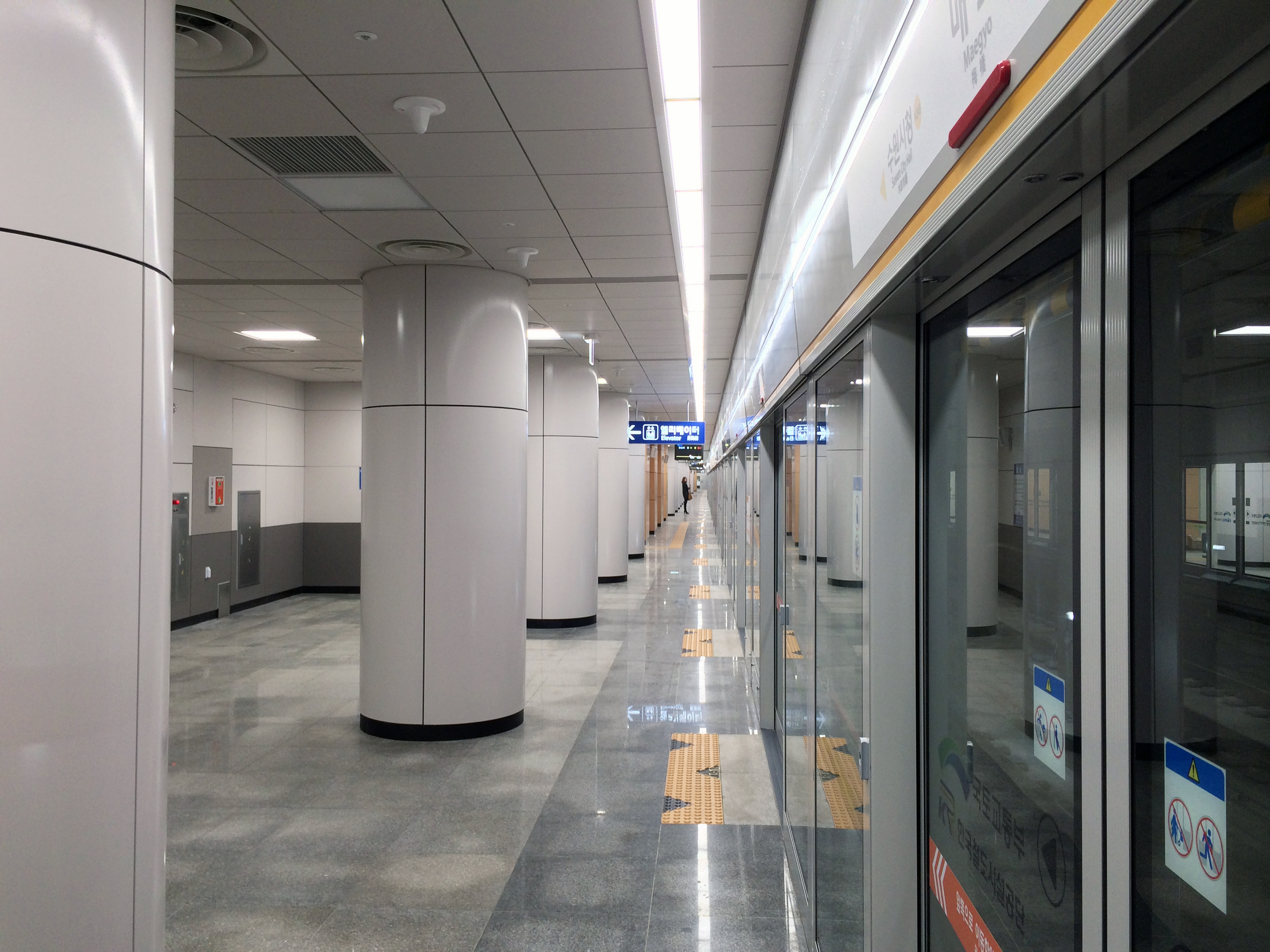
プラットホーム

相対式ホーム2面2線を有する地下駅で、エレベーター・エスカレーター・ホームドア設置駅。出口は8ヶ所ある。

### のりば
| 1 | 水仁・盆唐線 | 水原・烏耳島・仁川方面 |
| 2 | 水仁・盆唐線 | 網浦・宣陵・往十里方面 |

## 利用状況
近年の一日平均乗車人員推移は下記の通り。
なお、2013年は開業日の11月30日から12月31日までの32日間を基準にしたものである。
| 路線         | 路線     | 2010年 | 2011年 | 2012年 | 2013年 | 2014年 | 2015年 | 2016年 | 2017年 | 2018年 | 2019年 | 出典  |
| ------------ | -------- | ------ | ------ | ------ | ------ | ------ | ------ | ------ | ------ | ------ | ------ | ----- |
| 水仁・盆唐線 | 乗車人員 | 未開業 | 未開業 | 未開業 | 2,009  | 2,279  | 2,574  | 2,732  | 2,877  | 2,671  | 2,536  | [ 1 ] |
| 水仁・盆唐線 | 降車人員 | 未開業 | 未開業 | 未開業 | 2,025  | 2,251  | 2,540  | 2,679  | 2,834  | 2,697  | 2,580  | [ 1 ] |
| 路線         | 路線     | 2020年 |        |        |        |        |        |        |        |        |        | [ 1 ] |
| 水仁・盆唐線 | 乗車人員 | 1,937  |        |        |        |        |        |        |        |        |        | [ 1 ] |
| 水仁・盆唐線 | 降車人員 | 1,967  |        |        |        |        |        |        |        |        |        | [ 1 ] |

## 駅周辺
- 水原中学校（朝鮮語版）
- 水原高等学校（朝鮮語版）
- カトリック大学校セントビンセント病院（朝鮮語版）
- 水原川
- 勧善初等学校

## 隣の駅
韓国鉄道公社
 水仁・盆唐線
急行
通過
緩行
水原市庁駅 (K243) - 梅橋駅 (K244) - 水原駅 (K245)